# Michaela Mlejnková
Michaela Mlejnková, née le 26 juillet 1996 à Jilemnice (région de Liberec), est une joueuse tchèque de volley-ball qui évolue au poste de réceptionneuse-attaquante.

## Parcours
Mlejnková commence sa carrière à Turnov. Elle joue ensuite à Jablonec nad Nisou, puis elle signe à l'Olymp Prague. Avec l'Olymp, elle est trois fois vice-championne de République tchèque et arrive à trois reprises en demi-finale de la Coupe nationale. En 2013, elle fait ses débuts en sélection tchèque. Elle participe au Grand Prix mondial de volley-ball. En 2015, elle rejoint l'Allianz MTV Stuttgart. Durant la saison 2015–2016, elle participe avec Stuttgart à la Ligue des champions et à la Coupe de la CEV. La même année, elle atteint la finale de la Coupe d'Allemagne et devient vice-championne d'Allemagne. Le 26 janvier 2017, l'Allianz MTV Stuttgart fait savoir que le contrat de Mlejnková est prolongé d'un an pour la saison 2017-2018.

## Palmarès

### En sélection nationale
- Ligue européenne
  -  : 2022.

### Distinctions individuelles
- Ligue d'or européenne 2018 : Meilleure réceptionneuse-attaquante.